# José Luis Ortiz Moreno
José Luis Ortiz Moreno (1967) è un astronomo spagnolo.
Vicedirettore dell'Istituto di Astrofisica dell'Andalusia (IAA), guida il gruppo di ricercatori che lavora all'osservatorio della Sierra Nevada. Il suo gruppo di lavoro è stato accreditato, al termine di un contenzioso con quello di Michael E. Brown, per la scoperta di Haumea e ha riesaminato le occultazioni di 2060 Chiron giungendo alla conclusione della possibile presenza di un anello intorno ad esso.
Ha guidato la squadra che ha scoperto l'anello intorno al pianeta nano Haumea durante l'osservazione di un'occultazione avvenuta il 21 gennaio 2017.
Il Minor Planet Center lo accredita personalmente per la scoperta dell'asteroide 416252 Manuelherrera, effettuata il 5 marzo 2003.
Gli è stato dedicato l'asteroide 4436 Ortizmoreno.